# Laophontodes typicus
Laophontodes typicus är en kräftdjursart som beskrevs av T. Scott 1894. Laophontodes typicus ingår i släktet Laophontodes och familjen Ancorabolidae. Arten är reproducerande i Sverige. Inga underarter finns listade i Catalogue of Life.